# Sadovaja
Sadovaja in russo Садовая? è una stazione situata sulla Linea Frunzensko-Primorskaya, la linea 5. È stata inaugurata il 30 dicembre 1991 e fino al 2009 faceva parte della Linea 4 della metropolitana di San Pietroburgo.
Si tratta anche di una stazione di interscambio con Sennaja Ploščad' della Linea 2 e con Spasskaya della Linea 4.